# Jelena Goero
Eleonora (Jelena) Genrichovna Goero (Russisch: Элеоно́ра "Еле́на" Ге́нриховна Гуро́), na haar huwelijk Matjoesjina (Russisch: Матю́шина) (Sint-Petersburg, 30 mei 1877 – Uusikirkko, 6 mei 1913) was een Russische kunstschilder en schrijfster. Ze stond mede aan de basis van het Russisch futurisme uit het begin van de twintigste eeuw. Ze was bevriend met dichters en kunstenaars als Velimir Chlebnikov en Kazimir Malevitsj. Haar zus Jekaterina Nizen was ook schrijfster.

## Leven

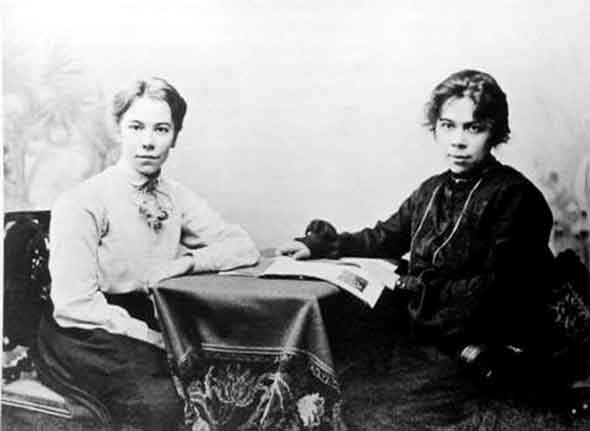
Jelena Goero en haar zus Jekaterina

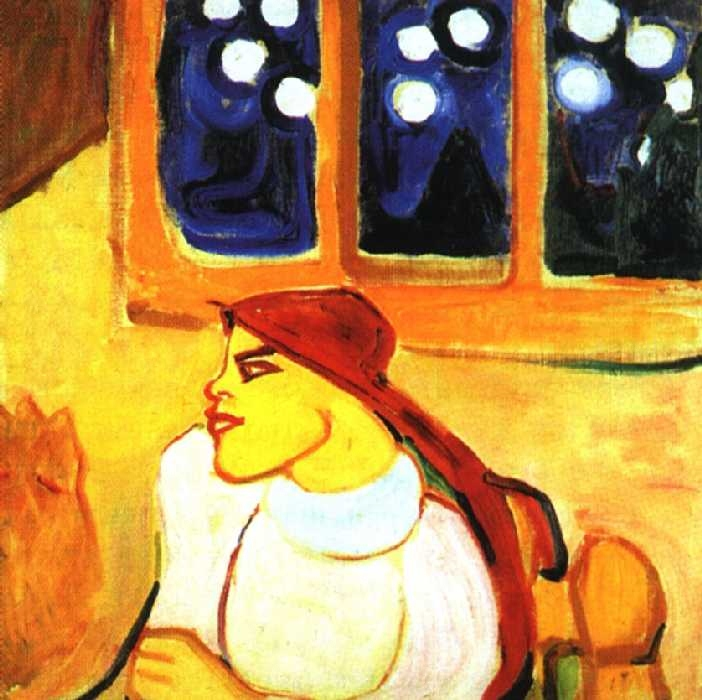
Vrouw met hoofddoek, 1910

Eleonora Goero werd geboren op 30 mei 1877 in Sint-Petersburg. Haar vader Genrich Stepanovitsj Goero (1835—1907) stamde af van Franse hugenoten (Franse naam: Gouraud) en was een officier in het Keizerlijke Russische Leger. Haar moeder Anna Michailovna Tsjistjakova (overleden in 1914) was een getalenteerde amateurschilder. In de jaren 1880 bracht het gezin de zomers door op het platteland in de omgeving van Pskov. 's Winters verbleven ze in Sint-Petersburg, waar Goero vanaf 1890 ook haar eerste schilderlessen kreeg.
In 1903-1905 ging ze in de leer bij de Poolse kunstenaar Jan Ciągliński. In zijn atelier ontmoette ze de musicus en kunstenaar Michail Matjoesjin, met wie ze kort erna trouwde. In 1906-1907 gingen Matjoesjin en Goero naar de privéacademie van Jelizaveta Zvantseva, waar ze les kreeg van Mstislav Doboezjinski, Léon Bakst en Koezma Petrov-Vodkin. In 1908 begon ze haar eigen atelier. De woning van Goero en Matjoesjin in Sint-Petersburg was rond deze tijd een belangrijke ontmoetingsplaats voor kunstenaars en schrijvers, eerst aan de Litsejskaja, en vanaf 1912 in het houten "kunstenaarshotel" aan de Pesotsjnaja, dat al snel het centrum werd van het Russisch futurisme. Regelmatige bezoekers waren Chlebnikov (die ze sinds 1908 kende), Kroetsjonych, Vladimir en David Boerljoek, Majakovski en Malevitsj.
In 1909 richtten Goero en Matjoesjin hun eigen uitgeverij op: De Kraanvogel (Журавль). Ze zouden zo'n twintig boeken en brochures uitgeven. In 1910 leverde ze een bijdrage aan het tijdschrift Valstrik voor rechters (Садок судей), de eerste publicatie van de Russische futuristen. Ze werkte ook mee aan de tweede editie uit 1913. De beide nummers werden mede gefinancierd door Goero en haar man. 
Jelena Goero overleed op 6 mei 1913 aan leukemie in een van de twee datsja's, die het echtpaar had gehuurd bij Uusikirkko op de Karelische landengte, dat destijds bij het Grootvorstendom Finland hoorde. Twee maanden later, op 18-19 juli, vond hier het Eerste pan-Russische congres van de futuristen plaats, waar Kroetsjonych, Matjoesjin en Malevitsj het plan bedachten voor de futuristische opera Overwinning op de zon (Победа над Солнцем).

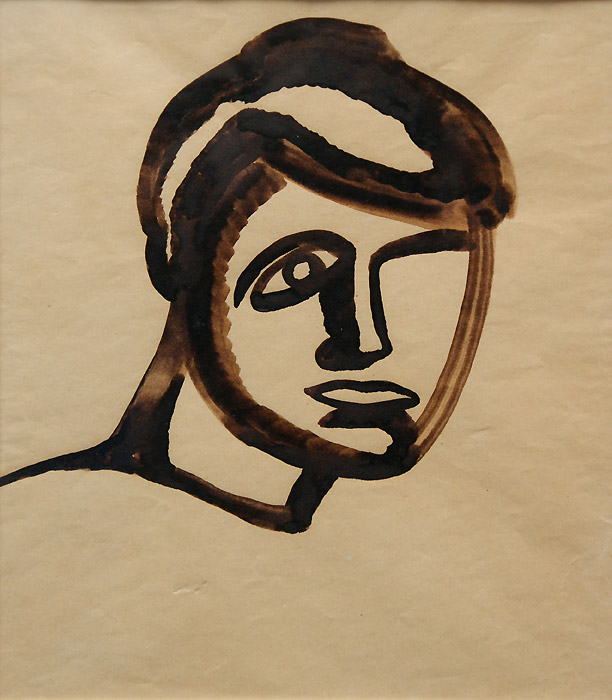
Jelena Goero door Vladimir Boerljoek, ca. 1910
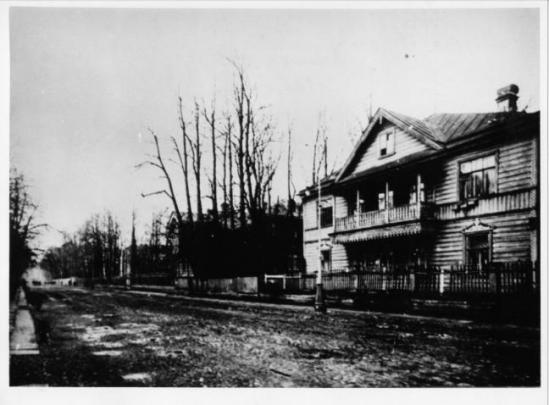
Het "Matjoesjin-huis" aan de Pesotsjnaja (nu de Professora Popova nr. 10) in de jaren 1920. Het huidige gebouw is een reconstructie uit 2006.
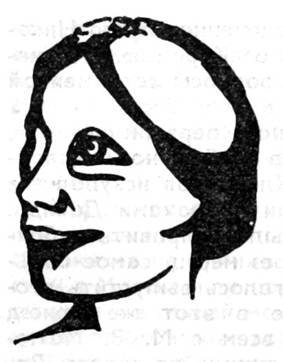
Jelena Goero door Vladimir Boerljoek, ca. 1910

## Werk

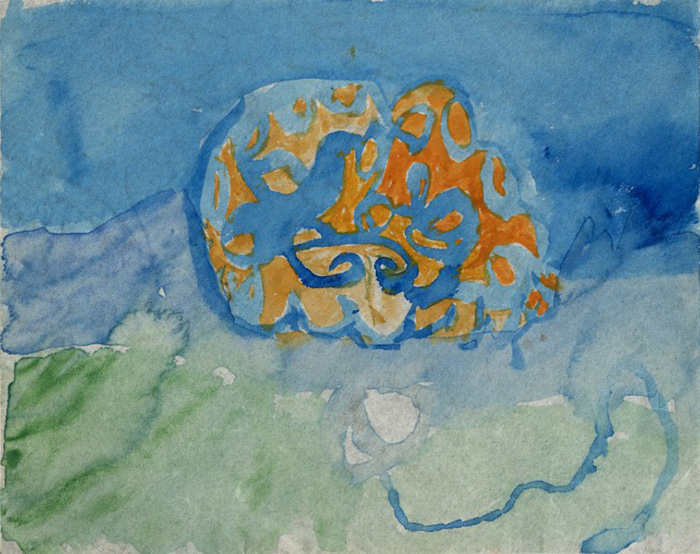
Steen in het water (Камень в воде), 1910, Museum voor Organische Cultuur (Музей органической культуры), Kolomna

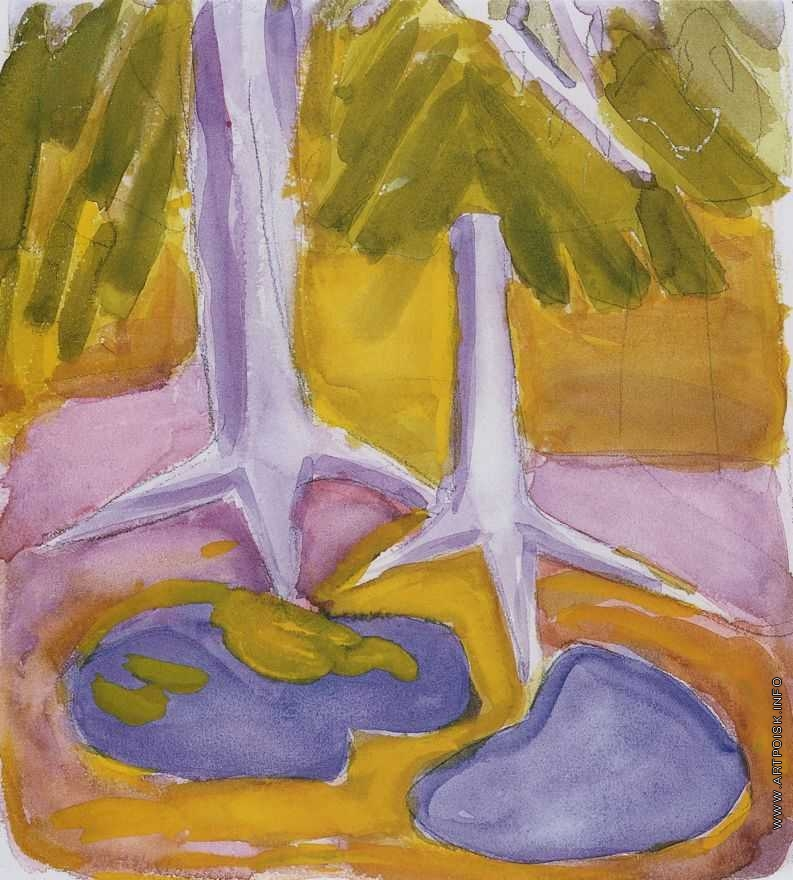
Boomwortels (Корни деревьев), gouache op papier, 22 х 20,5 cm

In 1905 illustreerde Goero de Russische vertaling van een sprookjesboek van George Sand. In hetzelfde jaar publiceerde ze ook haar eerste prozawerk. Haar eerste boek met proza, poëzie en toneel, getiteld Het draaiorgeltje, verscheen in 1909. Het werd positief ontvangen door symbolistische dichters als Aleksej Remizov, Vjatsjeslav Ivanov en Aleksandr Blok.
Net als geestverwante kunstenaars, zoals haar man Matjoesjin en de schilder Pavel Filonov, liet ze zich inspireren door de processen van de natuur. In hun opvatting moest de kunstenaar de natuur niet imiteren, maar schilderijen en gedichten organisch laten groeien. In haar gedicht De arme ridder (1913) schreef ze: "Probeer te ademen als het ruisen van de dennen in de verte, als de uitwaaierende wind die aanzwelt en gaat liggen."
Goero was geïntrigeerd door het idee van een intuïtieve of "transrationele" taal, een idee dat vooral door Kroetsjonych en Chlebnikov was ontwikkeld. In het Russisch spraken ze van "za-oem", wat letterlijk "voorbij het verstand" of "aan gene zijde van de ratio" betekent. Goero wilde dit ook in haar poëzie toepassen. Over haar gedichtenbundel Herfstdroom uit 1912 schreef ze in haar dagboek dat ze probeerde weer te geven wat niet met woorden gezegd kon worden, "een stralende essentie die schuilgaat achter de woorden en de beelden". Deze bundel staat op naam van zowel Elena Goero als Eleonora von Notenberg, haar pseudoniem en alter ego.
De laatste publicatie waaraan ze aan meewerkte was De drie, een dichtbundel met werk van Chlebnikov, Kroetsjonych en haarzelf, die op 15 augustus 1913, drie maanden na haar dood, is verschenen. De typografie en illustraties waren van de hand van Kazimir Malevitsj, die als eerbetoon haar naam prominent op de voorkant zette, naast een enorme, gespiegelde komma.
Uit haar nalatenschap, waaronder het lange, vrijwel voltooide gedicht De arme ridder, werd in 1914 de bundel Hemelse kameeltjes samengesteld, die verscheen bij Goero's en Matjoesjins eigen uitgeverij De Kraanvogel (Журавль).
Haar werk beïnvloedde onder anderen de dichter Vadim Sjersjenevitsj, die over haar schreef: "Jelena Goero is zacht en teder. Ze heeft bijzondere woorden die alleen van haar zijn. Bij ieder ander zouden deze woorden vermorzeld en verpulverd worden, maar in de verzen van Goero krijgen ze een bijzondere aantrekkingskracht. [...] Ze voelt zich de moeder van alle dingen, van alle levende wezens: een pop, Don Quichot, een kat."

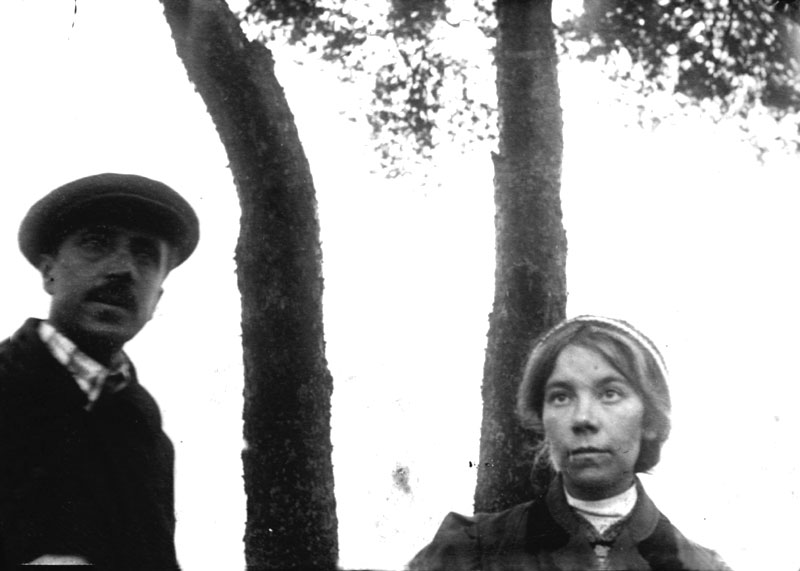
Michail Matjoesjin en Jelena Goero, 1913
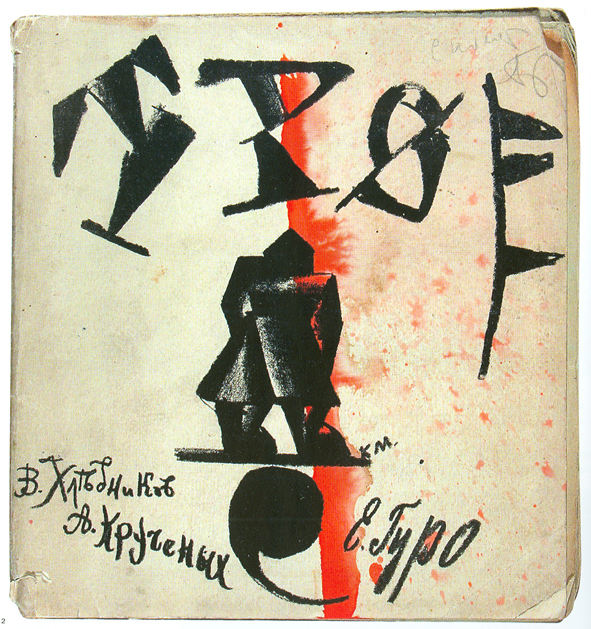
Kazimir Malevitsj, omslag van De drie (Russisch: Тро́е, "Troje") met de namen van V. Chlebnikov, A. Kroetsjonych en rechtsonder E. Goero (1913)
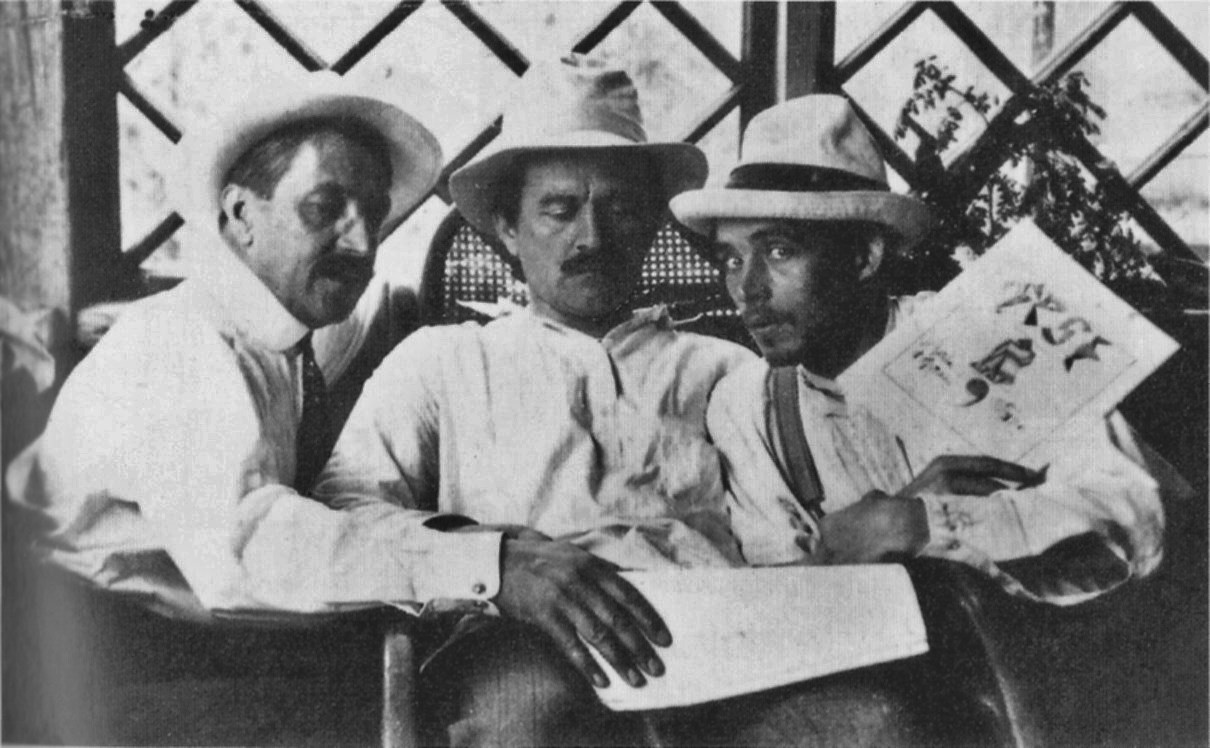
Matjoesjin, Malevitsj en Kroetsjonych in Uusikirkko bij de voorbereiding van de publicatie van De drie, 18 juli 1913

### Finland
Finland, dat in de bundel De drie verscheen, is een van Goero's bekendste gedichten. Het wordt algemeen beschouwd als een geslaagd voorbeeld van wat de dichters en kunstenaars in de kring van Chlebnikov en Kroetsjonych voor ogen stond. Literatuurhistoricus Sergej Birjoekov noemt Finland "een van de helderste voorbeelden van de doorbraak van de Russische futuristen, die de lessen van het symbolisme goed hadden begrepen, namelijk om de muziek van de zintuiglijke waarnemingen weer te geven met het woord, het geluid zelf, en niet met een omschrijving van dat geluid". 
Het gedicht is omschreven als een combinatie van impressionisme en za-oem: zowel een sfeerbeeld als een intuïtief spel met taal waarin de klanken zelf beelden en emoties oproepen. Enerzijds heeft het de vorm van een slaapliedje of een volksmelodie gezongen door meisjes en jongens die dansen op de weiden tijdens een van de "witte nachten" in het noorden, wanneer de zon niet ondergaat.
Anderzijds is het een bijna abstract gedicht, waarin de klanken belangrijker zijn dan de precieze betekenis of spelling van de woorden. In de laatste regels van het gedicht gaan de woorden "meer" en "bos" over in klanken zonder betekenis die het kabbelende water en het ruisen van de bomen imiteren: Озеро-ли? — Лес-ли? / Тио-и / ви-и…у (ozera-li – ljes-i / tio-i / vi-i...oe).

## Oeuvre (selectie)

### Schilderijen en tekeningen

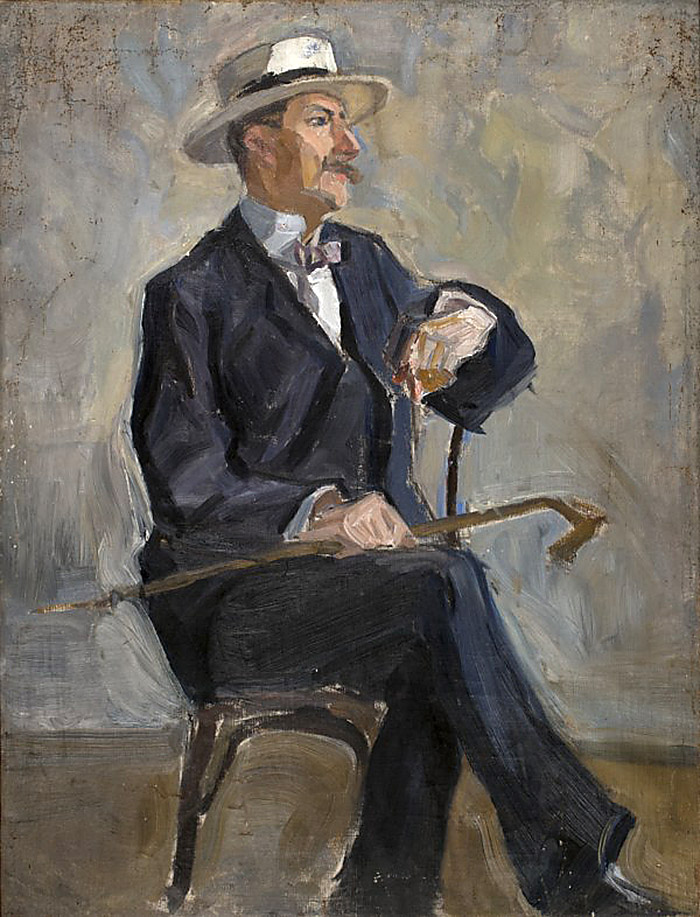
Michail Matjoesjin door Jelena Goero, ca. 1900
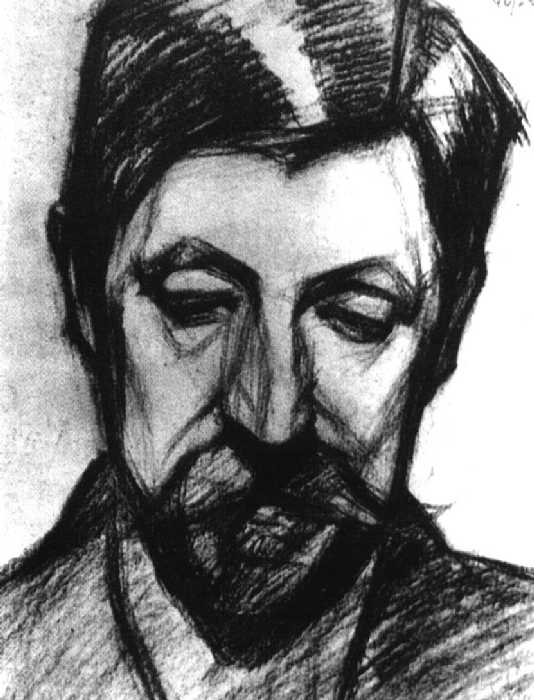
Michail Matjoesjin door Jelena Goero, ca. 1900
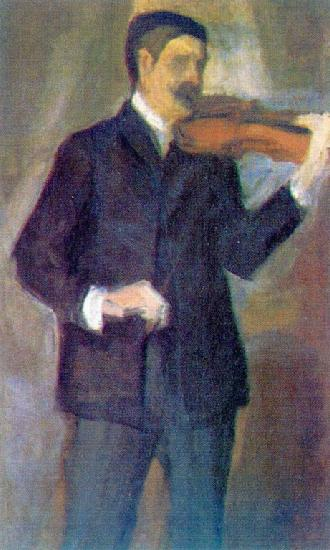
Matjoesjin door Goero, ca. 1910
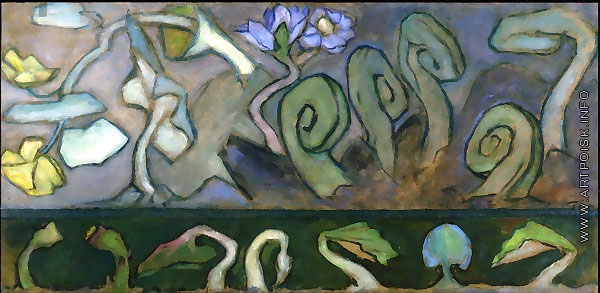
Spruiten (Ростки)
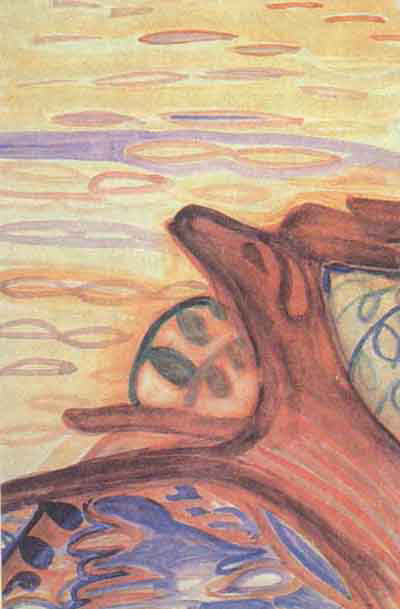
Hert (Олень), circa 1908-1909
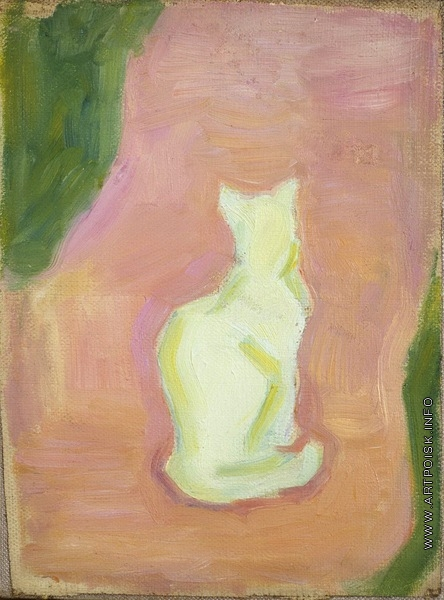
Kat (Кошка)
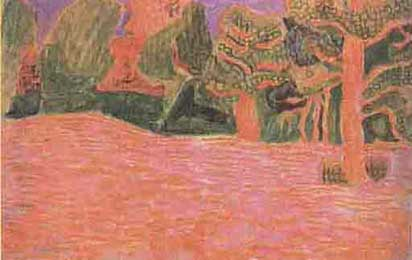
Dennen (Сосны), 1912

### Dichtbundels
- 1909 – Шарманка ("Het draaiorgeltje"); illustraties: Jelena Goero, Sint-Petersburg, Sirius (Сириус)
- 1912 – Осенний сон ("Herfstdroom"); illustraties: Jelena Goero & Matjoesjin, Sint-Petersburg, Sirius
- 1913 – Трое ("De drie" – met Kroetjsonych & Chlebnikov); vormgeving en illustraties: Kazimir Malevitsj, Sint-Petersburg, De kraanvogel (Журавль), 90 blz., 500 ex.
- 1914 – Небесные верблюжата ("Hemelse kameeltjes"); illustraties: Jelena Goero, Sint-Petersburg, De kraanvogel